# Diaea doleschalli
Diaea doleschalli là một loài nhện trong họ Thomisidae.
Loài này thuộc chi Diaea. Diaea doleschalli được Henry Roughton Hogg miêu tả năm 1915.